# Беннетт, Филлип
Филлип Беннетт (англ. Phillip Bennett; 27 декабря 1928, Перт, Западная Австралия, Австралия — 1 августа 2023, Кайнтон, Виктория, Австралия) — австралийский военный и политический деятель, генерал, начальник Генерального штаба Армии Австралии (1982—1984), начальник Сил обороны Австралии (1984—1987), 23-й губернатор Тасмании (1987—1995).

## Биография
Филлип Беннетт родился 27 декабря 1928 года в Перте (штат Западная Австралия), в семье Сирила Артура Беннетта (Cyril Arthur Bennett) и Шейлы Лиллиан Беннетт, урождённой Харви (Sheila Lillian Bennett, née Harvey). Филлип был старшим из трёх детей в семье. Окончив в 1946 году Пертскую современную школу, он продолжил обучение в Королевском военном колледже в Дантруне (пригороде Канберры). В декабре 1948 года Беннетт окончил колледж и получил звание лейтенанта.
С марта 1949 года Беннетт служил в Японии в составе 3-го батальона Королевского Австралийского полка Оккупационных сил Британского Содружества. В 1950 году, после начала Корейской войны, батальон был переведён в Корею, где принимал участие в военных операциях против северокорейских войск. Беннетт, командовавший миномётным взводом, хорошо зарекомендовал себя и был повышен в звании до капитана. С небольшими перерывами он прослужил в Корее до середины 1953 года, а затем некоторое время провёл в Новой Гвинее, которая тогда находилась под управлением Австралии. 
С 1954 года Беннетт служил в Австралии. 18 мая 1955 года он женился на Маргарет Хейвуд (Margaret Heywood), их свадьба состоялась в Мельбурне, а поселились они в Перте. 30 марта 1956 года у них родился сын Майкл, впоследствии у них было ещё двое детей — дочь Джейн и сын Стивен.
В 1957 году Беннетт был послан в Великобританию для совместной службы с британскими морскими пехотинцами. Вернувшись в Австралию, он получил звание майора. С июля 1958 года он в течение трёх лет командовал военным формированием, расположенным вблизи Мельбурна. Затем Беннетт прошёл курс обучения в Австралийском колледже командного состава, после окончания которого был назначен командиром 1-го батальона Королевского Австралийского полка. Вместе со своим батальоном Беннетт принимал участие во Вьетнамской войне, в частности в обороне Сайгона от северовьетнамских войск.
В 1982 году Беннетт стал начальником Генерального штаба Армии Австралии. 13 апреля 1984 года он был назначен начальником штаба Сил обороны Австралии, а 25 октября 1984 года эта должность была преобразована в начальника Сил обороны Австралии. На этом посту Беннетт, которому к тому времени было присвоено звание генерала, проработал до 10 апреля 1987 года.
Вскоре после этого Беннетт был назначен губернатором Тасмании, официально вступив в должность 19 октября 1987 года. В 1989 году в правительстве Тасмании случился конституционный кризис, и Беннетту пришлось участвовать в его урегулировании, проводя переговоры с представителями разных партий. Лидерами конфликтующих сторон были тогдашний премьер Тасмании Робин Грей, представлявший либеральную партию, и сменивший его на посту премьера (в результате этого кризиса) Майкл Филд, представлявший лейбористскую партию, которая была в союзе с партией зелёных. Беннетт проработал на посту губернатора восемь лет, до 2 октября 1995 года. Затем он и его жена Маргарет поселились в Канберре.
Филлип Беннетт скончался в Кайнтоне (штат Виктория) 1 августа 2023 года в возрасте 94 лет.

## Награды
В марте 1969 года Беннетт стал компаньоном ордена «За выдающиеся заслуги» (DSO), в июне 1981 года — офицером ордена Австралии (A.O.), в декабре 1982 года — рыцарем-командором ордена Британской империи (KBE), а в июне 1985 года — компаньоном ордена Австралии (A.C.).
В 1983 году Беннетт стал командором ордена «Легион почёта» (США), а в 1985 году он был награждён южнокорейским орденом «За заслуги в области национальной безопасности»
В январе 2001 года Беннетт был награждён медалью Centenary Medal в честь столетия Австралийской Федерации.
Университет Нового Южного Уэльса и Университет Тасмании присвоили Беннетту степени почётного доктора права.